# Dixmude (L 9015)
La Dixmude (distintivo ottico L 9015) è una portaelicotteri d'assalto anfibio (dal francese: Porte-Hélicoptères Amphibies (PHA)) – in precedenza "navi di proiezione e comando" (dal francese: Bâtiments de projection et de commandement (BPC)) della Marina militare francese. La denominazione NATO è Landing Helicopter Dock (LHD). È la terza nave a portare il nome Dixmude ed è la terza nave della classe Mistral. La Dixmude è stata consegnata all'agenzia francese per gli appalti della difesa il 3 gennaio 2012, tre mesi prima del previsto.